# Heronimus mollis
Heronimus mollis är en plattmaskart. Heronimus mollis ingår i släktet Heronimus och familjen Heronimidae. Inga underarter finns listade i Catalogue of Life.